# Xã Wall, Quận Ford, Illinois
Xã Wall (tiếng Anh: Wall Township) là một xã thuộc quận Ford, tiểu bang Illinois, Hoa Kỳ. Năm 2010, dân số của xã này là 209 người.